# Any Colour You Like
"Any Colour You Like" é a oitava faixa do álbum Dark Side of the Moon, de 1973, da banda inglesa Pink Floyd. É uma faixa instrumental e destaca-se por ser a única música a ser lançada em um álbum de estúdio — durante a época em que Roger Waters esteve na banda — que é creditada a todos os membros da banda, exceto ao próprio Waters.

## Composição
A faixa é um instrumental que consiste de uma parte de sintetizadores, seguida de um solo de guitarra em que Gilmour utiliza duas guitarras gravadas com um efeito denominado "UniVibe" e que segue até o final da música.

O título foi originado de uma resposta que o técnico de estúdio utilizava quando lhe eram feitas perguntas: "You can have it any colour you like" ("Você pode ter da cor que você desejar"), que era uma referência à célebre descrição de Henry Ford do Ford T: "Você pode tê-lo na cor que desejar, desde que seja preto."

## Ficha Técnica
- David Gilmour - guitarras, baixo.
- Roger Waters - efeitos de gravação.
- Rick Wright - órgão e sintetizadores.
- Nick Mason - bateria e percussão.